# Los Amigos Invisibles
Los Amigos Invisibles sono un gruppo musicale venezuelano che fonde generi di musica latino-americana con altri quali Dance, Acid jazz, House e Funk mescolati con ritmi latini. Oltre a pubblicare undici album acclamati dalla critica, la band è lodata a livello internazionale per i suoi esplosivi spettacoli dal vivo in quasi 60 paesi.

## Formazione
Julio Briceño (Chulius): voce, percussioni minori.
José Luis Pardo (Cheo o DJ Afro): chitarre, composizione.
Armando Figueredo (Odnam): tastiere.
Mauricio Arcas (Maurimix): congas, percussioni.
José Rafael Torres (Catire): basso.
Juan Manuel Roura (Mamel o Mamulo): batteria, percussioni.

## Discografia
- A Typical and Autoctonal Venezuelan Dance Band (1995)
- The New Sound of Venezuelan Gozadera (1998)
- Arepa 3000: A Venezuelan Journey into Space (2000)
- The Venezuelan Zinga Son, Vol. 1 (2003)
- Super Pop Venezuela (2006)
- Super Pop Venezuela Remixes (2007)
- En Una Noche Tan Linda Como Esta (2008)
- Commercial (2009)
- Not So Commercial (2011)
- Repeat After Me (2013)
- El Paradise (2017)